# Davidson (Carolina del Norte)
Davidson es un pueblo ubicado en el condado de Mecklenburg y condado de Iredell en el estado estadounidense de Carolina del Norte. La localidad en el año 2000, tenía una población de 7.139 habitantes en una superficie de 13.1 km², con una densidad poblacional de 566.8 personas por km².

## Geografía
Davidson se encuentra ubicado en las coordenadas 35°29′28″N 80°49′58″O / 35.49111, -80.83278. Según la Oficina del Censo, la localidad tiene un área total de 13,1 km² (5,1 mi²), de la cual 12,6 km² (4,9 mi²) es tierra y 0,5 km² (0,2 mi²) (3.95%) es agua.

### Localidades adyacentes
El siguiente diagrama muestra a las localidades en un radio de 16 kilómetros (9,9 mi) de Davidson.

## Demografía
En el 2000 la renta per cápita promedia del hogar era de $76.520, y el ingreso promedio para una familia era de $97.469. El ingreso per cápita para la localidad era de $45.023. En 2000 los hombres tenían un ingreso per cápita de $60.514 contra $39.489 para las mujeres. Alrededor del 4.40% de la población estaba bajo el umbral de pobreza nacional.